# Ponte de Sor, Tramaga e Vale de Açor
Ponte de Sor, Tramaga e Vale de Açor (llamada oficialmente União das Freguesias de Ponte de Sor, Tramaga e Vale de Açor) es una freguesia portuguesa del municipio de Ponte de Sor, distrito de Portalegre.

## Historia
Fue creada el 28 de enero de 2013 en aplicación de una resolución de la Asamblea de la República de Portugal promulgada el 16 de enero de 2013 con la unión de las freguesias de Ponte de Sor, Tramaga y Vale de Açor, pasando su sede a estar situada en la antigua freguesia de Ponte de Sor.

## Demografía
| Gráfica de evolución demográfica de Ponte de Sor, Tramaga e Vale de Açor entre 2011 y 2021 |
|                                                                                            |
| Datos según el nomenclátor publicado por el INE portugués.                                 |